# S.T.A.L.K.E.R.: Cień Czarnobyla

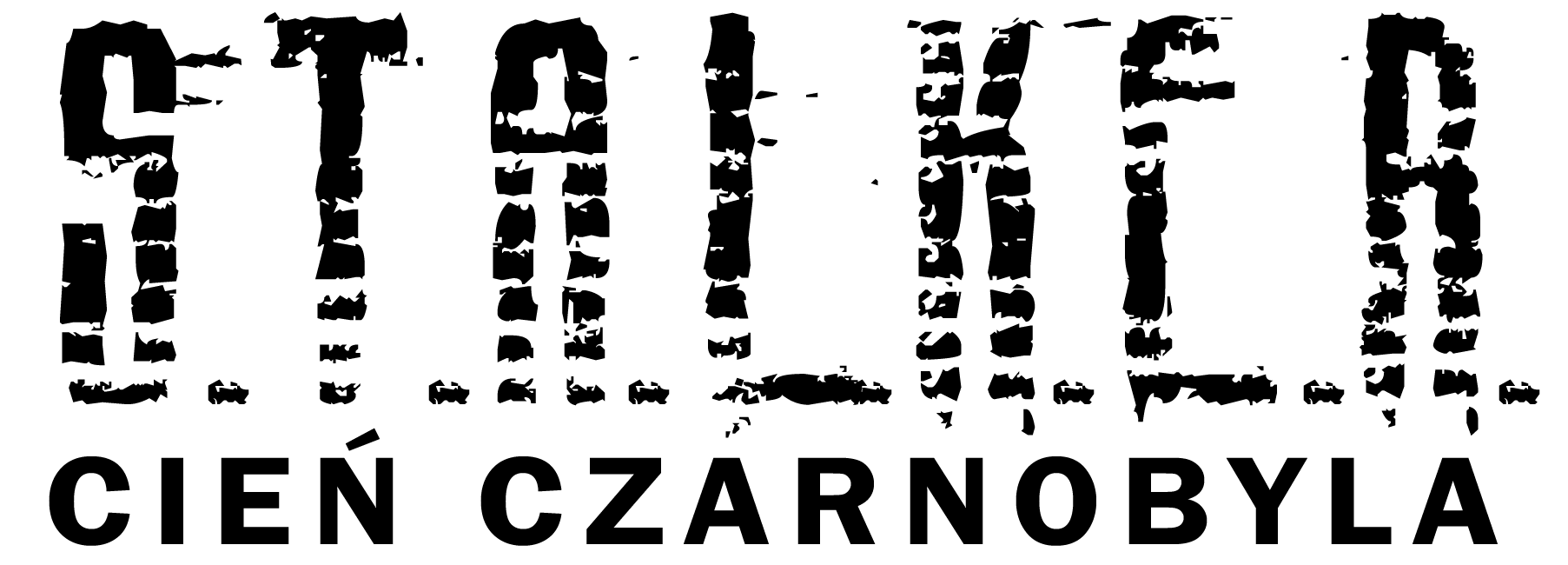
Logo gry

S.T.A.L.K.E.R.: Cień Czarnobyla (ukr. S.T.A.L.K.E.R.: Тінь Чорнобиля; ang. S.T.A.L.K.E.R.: Shadow of Chernobyl) – gra komputerowa studia GSC Game World, wydana przez THQ w 2007 roku na komputery osobiste. Pierwotnie zapowiedziana w 2001 roku jako S.T.A.L.K.E.R.: Oblivion Lost. Gra miała jako pierwsza wykorzystywać DirectX 9. W styczniu 2007 THQ zapowiedziało premierę gry na marzec/kwiecień 2007.
S.T.A.L.K.E.R.: Cień Czarnobyla jest grą typu first-person shooter zawierającą także wiele elementów typowych dla gier fabularnych takich jak handel i wymiana informacji z bohaterami niezależnymi, wykonywanie misji pobocznych czy dobór ekwipunku. Gra ma nieliniową fabułę – gracz ma dostęp do otwartego świata, a misje mogą być częściowo wykonywane w wybranej przez niego kolejności. Zarówno tytuł, jak i świat gry nawiązuje do książki Piknik na skraju drogi autorstwa braci Strugackich oraz opartego na tej powieści filmu Stalker Andrieja Tarkowskiego.
3 września 2008 roku GSC Game World ogłosiło, że gra osiągnęła sprzedaż 2 milionów kopii. W 2008 roku został wydany fabularny prequel gry pod tytułem S.T.A.L.K.E.R.: Czyste Niebo.
1 marca 2009 roku GSC Game World udostępniło jedną z wczesnych wersji gry (xrCore build 1935 z 18 października 2004). Jest to wersja, która m.in. zawiera lokalizacje usunięte z wersji finalnej takie jak Martwe Miasto, Bagna czy Generatory. Jednak ze względu na dużą liczbę błędów, firma GSC nie zapewnia dla niej wsparcia technicznego.
1 kwietnia 2009 GSC Game World ogłosiło, że prowadzone są prace nad kolejną grą: S.T.A.L.K.E.R.: Zew Prypeci, będącym fabularnym sequelem gry S.T.A.L.K.E.R.: Cień Czarnobyla.
W listopadzie 2010 GSC Game World poinformowało o współudziale w pracach nad serialem telewizyjnym S.T.A.L.K.E.R., który miałby rozgrywać się w realiach przedstawionych w grze komputerowej, opowiadając jednak osobną historię. Prace nad produkcją zostały anulowane.

## Fabuła

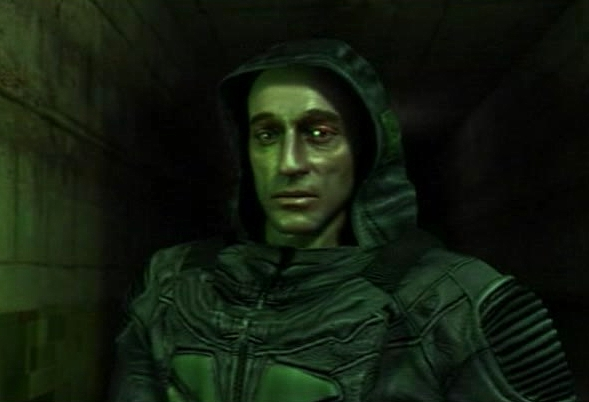
Główny bohater – Naznaczony

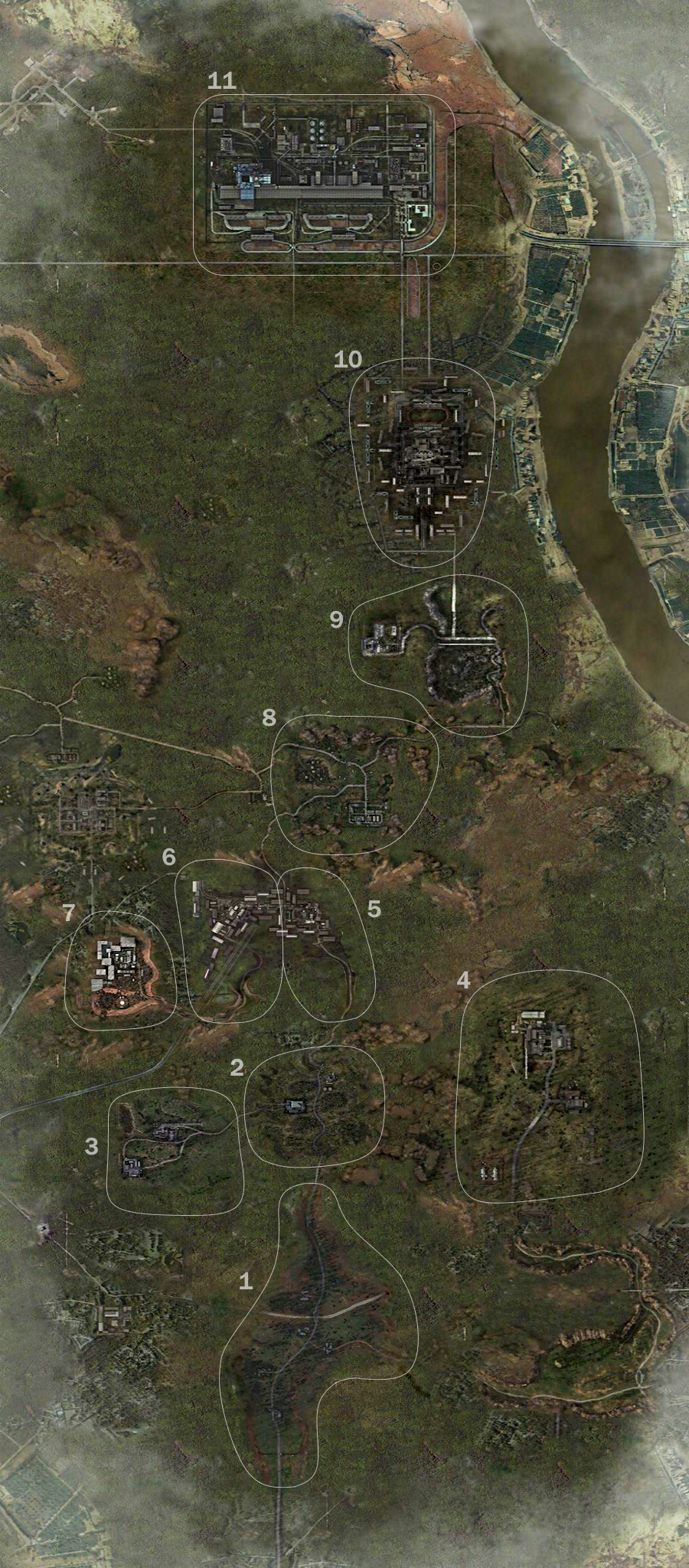
Mapa świata gry. 1 – Kordon, 2 – Wysypisko, 3 – Instytut badawczy Agroprom, 4 – Dolina Mroku, 5 – Bar, 6 – Dzicz, 7 – Jantar, 8 – Magazyny wojskowe, 9 – Czerwony Las, 10 – Prypeć, 11 – Elektrownia jądrowa

Rok 2006. Dwadzieścia lat po katastrofie w Czarnobylu w budynku byłej elektrowni atomowej ma miejsce kolejna eksplozja. W efekcie okoliczny teren ulega jeszcze większemu skażeniu, ludzie i zwierzęta poddają się mutacjom, powstają liczne anomalie przyrodnicze. Wojsko zabezpiecza obszar w promieniu 30 kilometrów, tworząc zamkniętą i strzeżoną strefę (zonę). Jednocześnie pojawiają się informacje, że na terenie zony po wysiedleniu mieszkańców utworzono sieć tajnych laboratoriów, w których przeprowadzano nieetyczne eksperymenty na ludziach. Po kilku latach do zony docierają stalkerzy – osoby poszukujące w zonie artefaktów i skarbów, a także pragnące rozwiązać zagadkę powstania zony.
Akcja Cienia Czarnobyla toczy się w roku 2012. Gra zaczyna się od filmu wprowadzającego, na którym widać jadącą w burzową noc ciężarówkę, której ładunkiem są ciała stalkerów zabitych w zonie. Jedna z błyskawic uderza w samochód, a następnego dnia łowca nagród znajduje zniszczony pojazd na poboczu drogi. Tam pośród ciał znajduje bohatera gry i zabiera go ze sobą do handlarza o nazwisku Sidorowicz. Wtedy główny bohater budzi się i przytrzymuje swoje PDA, które próbował zabrać mu handlarz. Na urządzeniu jest zapisane tylko jedno zadanie: Zabij Striełoka. Sidorowicz odkrywa przy tym, że bohater został naznaczony przez tajemnicze znamię. Do tej pory nikt nie otrzymał takiego, pozostając przy życiu.
Główny bohater, który stracił pamięć i początkowo jego tożsamość jest nieznana, otrzymuje pseudonim Naznaczony. Aby spłacić dług za swoje ocalenie, otrzymuje od Sidorowicza szereg zadań do wykonania, które finalnie doprowadzą go do odkrycia największych tajemnic zony.

### Zakończenia gry
Gracz może ukończyć grę na siedem sposobów:
- zakończenia z Monolitem (tzw. fałszywe zakończenia):
  - jeśli gracz zabije przywódców Wolności i Powinności, Striełok wypowiada życzenie Chcę rządzić światem. Wtedy Monolit wchłonie jego świadomość, która stanie się jego częścią;
  - jeśli gracz zdobędzie minimum 50 tysięcy rubli, Striełok wypowiada życzenie Chcę być bogaty. Wtedy Striełok zobaczy spadający deszcz złotych monet, który jest iluzją stworzoną przez Monolit. W rzeczywistości jest to walący się dach, który grzebie Striełoka pod zwałami gruzu;
  - jeśli gracz ma złą reputację, Striełok wypowiada życzenie Ludzkość jest zepsuta i musi zostać poddana kontroli. Striełok ma wizję końca świata, po czym budzi się w ciemnym miejscu, gdzie nie ma nic oprócz niego;
  - jeśli gracz ma świetną reputację, Striełok wypowiada życzenie Chcę, żeby Zona zniknęła. Striełok ma wizję Czarnobyla przed katastrofą, po czym okazuje się, że został oślepiony;
  - jeśli gracz nie spełnił żadnego z powyższych warunków, Striełok wypowiada życzenie Chcę być nieśmiertelny. Wtedy Monolit zamienia go w metalową statuę.
- zakończenia z projektem Świadomość-Z (tzw. prawdziwe zakończenia):
  - Striełok przyłącza się do projektu Świadomość-Z. Zostaje umieszczony w kapsule i zasypia;
  - Striełok nie chce przyłączyć się do projektu Świadomość-Z. Zostaje teleportowany na obrzeża elektrowni, skąd po walce z oddziałami Monolitu dociera do głównego pomieszczenia, w którym niszczy kapsuły, niwecząc cały projekt.

## Rozgrywka
Podczas przemieszczania się po terenie Zony gracz spotyka dużą liczbę postaci niezależnych.
W każdej lokacji umieszczone są skrytki o różnej zawartości. Mogą one być opróżnione przez gracza i wykorzystane przez niego do przechowywania dowolnych elementów wyposażenia. Gracz może przenosić przedmioty w plecaku mieszczącym 60 kilogramów ekwipunku. Obciążenie do 50 kilogramów umożliwia swobodne przemieszczanie się gracza bez przemęczenia, obciążenie pomiędzy 50 a 60 kg skutkuje szybszym zmęczeniem i koniecznością częstszej regeneracji sił, natomiast przekroczenie limitu uniemożliwia poruszanie się. Niektóre kombinezony w grze (np. egzoszkielet) umożliwiają zwiększenie obciążenia kosztem utraty możliwości biegu.
Gracz może w danej chwili skorzystać z kilku rodzajów uzbrojenia: nóż bojowy, broń krótka (pistolet), broń długa (m.in. karabinek automatyczny, strzelba lub granatnik) oraz granat ręczny. W przeciwieństwie do wielu innych gier FPS, w których gracz miał nie tylko ograniczoną ilość dostępnego uzbrojenia, ale i limit amunicji do każdej broni (jak np. w grze Half-Life), w grze S.T.A.L.K.E.R.: Cień Czarnobyla gracz może zabrać ze sobą kilka rodzajów broni oraz dowolną ilość amunicji do każdej z nich, ogranicza go tylko ich waga. To samo dotyczy pozostałych przedmiotów, takich jak żywność czy medykamenty. Podczas rozgrywki gracz może w dowolnej chwili zmienić broń na inną. Broń oraz ubiory ulegają zużyciu. Zużyta broń częściej się zacina i jest mniej celna, zużyte ubiory i kombinezony tracą swoje właściwości ochronne. Braki w wyposażeniu wszelkiego rodzaju można uzupełniać poprzez zakupienie potrzebnych przedmiotów u handlarzy lub innych stalkerów albo przeszukiwanie martwych przeciwników.

### Gra wieloosobowa
W grze są dostępne trzy tryby gry wieloosobowej:
- Deathmatch – w tym trybie rywalizuje między sobą od 2 do 32 graczy. Zasada jest prosta – każdy jest wrogiem każdego. Rozgrywka toczy się na limit fragów lub ograniczenie czasowe.
- Team Deathmatch – w tym trybie gra od 2 do 32 graczy podzielonych na dwa zespoły – Najemników i Wolność. Każda grupa ma dostęp do innego uzbrojenia.
- Artifact Hunt – ten tryb jest małą wariacją trybu Capture The Flag. W tym trybie gracze również dzielą się na Najemników i Wolność. Celem gry jest odnalezienie ukrytego na planszy artefaktu i przyniesienie go do bazy zespołu gracza.

## Świat
Światem gry jest tzw. zona, inspirowana prawdziwą strefą wokół zamkniętą wokół elektrowni czarnobylskiej. Tereny te są odgrodzone kordonem wojska, ale mimo to przedostają się tam stalkerzy. Na terenie strefy żyją dzikie zwierzęta, mutanty oraz ludzie (stalkerzy, bandyci, wojsko), licznie występują tam też anomalie.
Świat gry jest rozległy, oferuje kilkanaście plansz, pomiędzy którymi można się przemieszczać swobodnie, jakkolwiek nie wszystkie lokacje są dostępne od początku gry, a samo przechodzenie pomiędzy mapami odbywa się w oznaczonych punktach. Niektóre obszary wzorowane są na autentycznych lokalizacjach (takich jak opuszczone miasto Prypeć, Czerwony Las czy elektrownia w Czarnobylu). W stosunku do rzeczywistych miejsc lokacje w grze są one odpowiednio pomniejszone i przemieszczone, zachowują jednak charakterystyczne elementy pierwowzorów.

## Silnik gry
Grę opracowano na podstawie autorskiego silnika o nazwie X-Ray Engine. Do najważniejszych cech silnika należy moduł ALife, czyli system symulacji życia w środowisku Zony.

## Polska wersja
Za wydanie oraz polską wersję gry odpowiedzialny jest CD Projekt. W grze zostały przetłumaczone wszystkie napisy, zaś dialogi zostały wykonane w sposób niekonwencjonalny dla gier – pozostawiono oryginalne rosyjskie tło dźwiękowe, które na bieżąco jest tłumaczone przez lektora. Czytaniem ścieżek dialogowych zajął się Mirosław Utta.